# Derzscher Hof

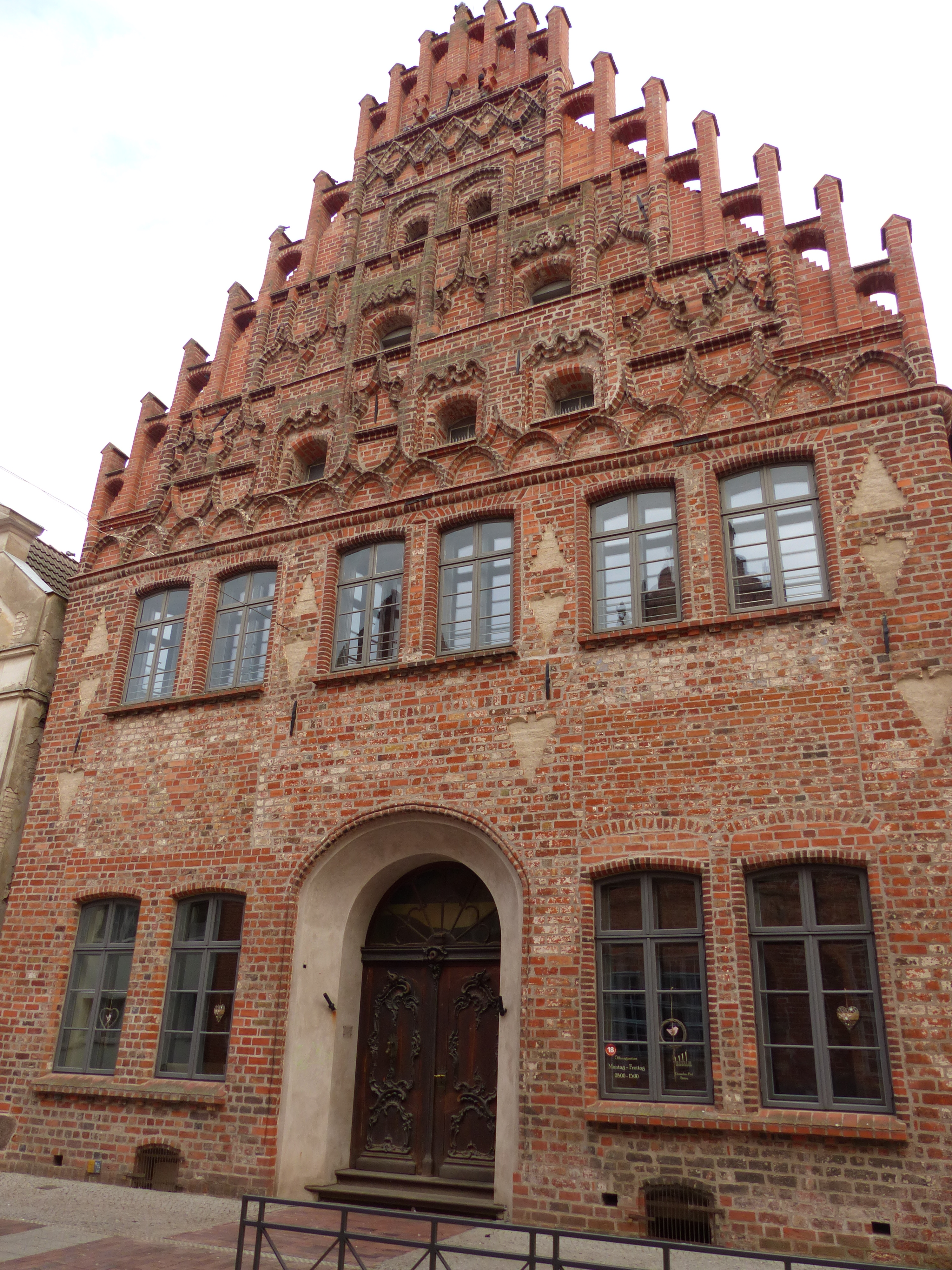

Der Dersche Hof aus der Renaissance, auch Derz’sches Haus, in Güstrow, Mühlenstraße Nr. 48, ist das älteste Profangebäude im Zentrum der Altstadt. Das Gebäude steht unter Denkmalschutz.

## Geschichte

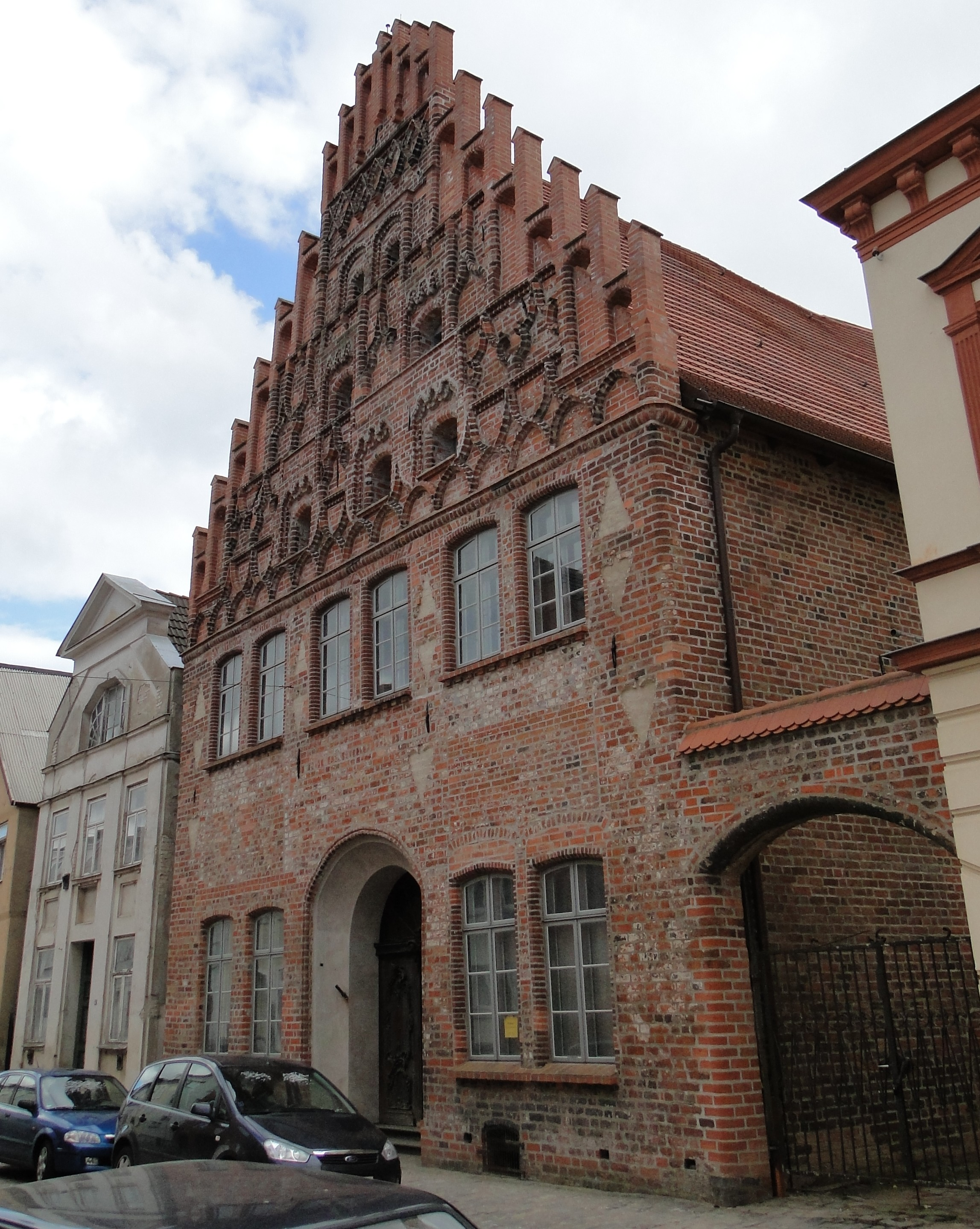

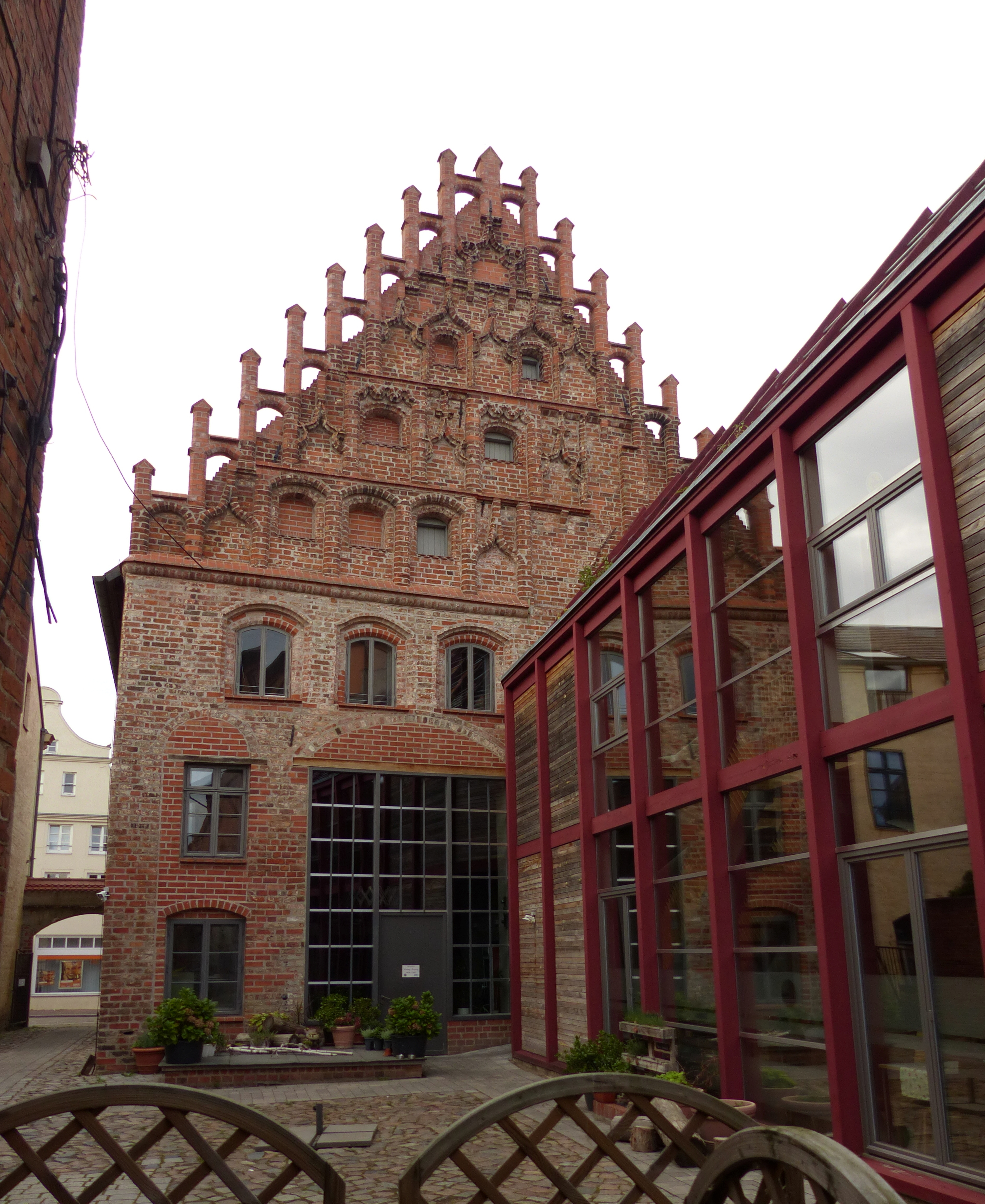
Rückseite und moderne Kemlade

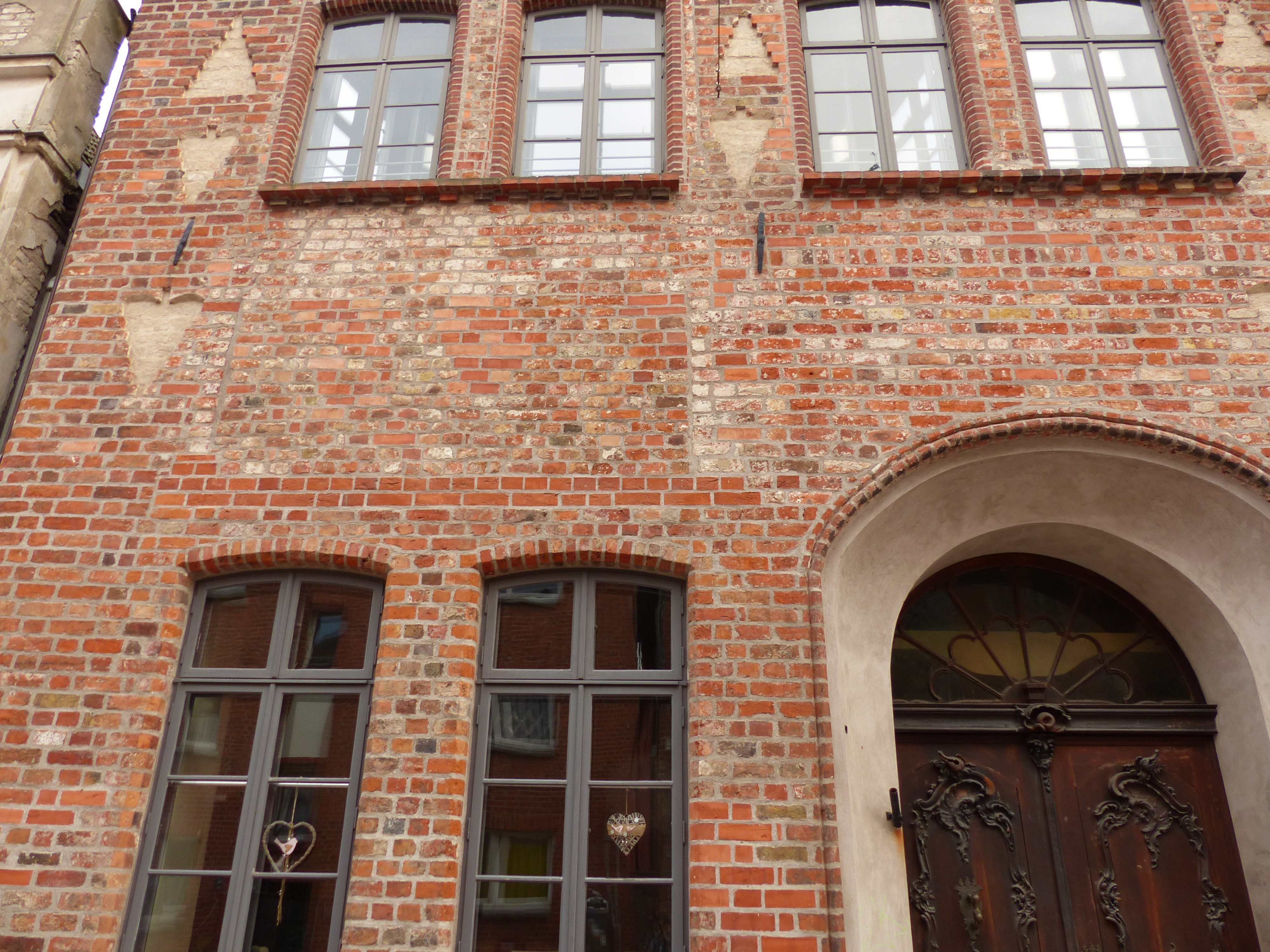
Portal

Das zweigeschossige Dielenhaus wurde 1539 in der Zeit der Hochrenaissance gebaut und ist als ältester Profanbau ein Zeugnis der Architektur der Renaissance in Güstrow. Der reich verzierte Backsteingiebel hat viele Fialen und ein großes Portal. Im Inneren gibt es bemalte Holzdecken vom Ende des 16. Jahrhunderts. Der Erbauer ist nicht bekannt. Die Forschung vermutet, dass das Gebäude als Stadtsitz des Klosters Doberan genutzt wurde und auf dem Grundstück weitere Lagergebäude standen.
Um 1600 wohnte hier Protasius Marstaller, Gelehrter am Hofe von Herzog Ulrich. Es erfolgten erste Umbauten sowie die Bemalung der Holzbalkendecke mit Portraitmedaillons von Wissenschaftlern aus dem 15. Jahrhundert. Verschiedene bürgerliche und adlige Familien wohnten hier im 18. Jahrhundert. Bei Umbauten von um 1750 entstanden die erhaltene, reich geschnitzte Haustür, eine schöne Innentür und die Stuckdecken in den straßenseitigen Erdgeschossräumen. Die Decke zum Galeriegeschoss wird durch eine barocke Fachwerkwand getragen. Das Gebäude wurde nun auch als das Hansen-Haus bezeichnet.
Gründerzeitliche Erweiterungen erfolgten Mitte des 19. Jahrhunderts. Genutzt wurde das Haus bis Mitte des 20. Jahrhunderts als Brauerei. Benannt wurde das Haus nach dem letzten Brauereibesitzer Paul Derz sowie auch als Altes Brauhaus. Weitere Umbauten fanden 1912 statt (Innentüren, Holztreppe, Fliesenbelag im EG).
Von 1950 bis 2011 war es im Besitz der Stadt. Zur DRR-Zeit verfiel das Haus. In den 1970er Jahren kam der Abriss der Kemlade bis auf die Außenwand und ab den 1980er Jahren stand das Haus leer. Von der Kemlade blieben nur wenige Bauteile erhalten, die um 2016 in einen gläsernen Neubau mit einem Glasdach einbezogen wurden.
Die Gebäudesanierung, verbunden mit einem Umbau, nach Plänen des Architekten Frank Werner (Schwerin) für den Bauherrn Ulrich Bunnemann erfolgte durch die Schelfbauhütte Schwerin bis 2016. Die Leistung wurde mit einer Anerkennung beim Landesbaupreis 2014 ausgezeichnet.
Heute ist hier das Bistro Derzscher Hof mit dem Restaurant in der zweigeschossigen Diele. Im 2. OG ist eine Wohnung mit neuer separater Treppe.
Weitere Renaissancebauten in Güstrow sind u. a.
- das Güstrower Schloss
- am Domplatz die Domschule Güstrow und das Lühesches Palais
- die Wohnhäuser Domstraße Nr. 2, Gleviner Straße Nr. 1, Nr. 10 und 32, Markt Nr. 10 (Ratskeller), Mühlenstraße Nr. 17 und 43, Schloßstraße Nr. 6

Bekannte Bauten der Backsteinrenaissance sind u. a. die Stadtwaage in Bremen (1588), das Alte Rathaus in Norden (1539) und das Wulferthaus in Herford (1560).